# Кокурин, Семён Иванович
Семён Иванович Кокурин (2 августа 1900 — ?) — советский военачальник, полковник, участник Великой Отечественной войны.

## Биография
Семён Иванович Кокурин родился 2 августа 1900 года в городе Сергаче (ныне — Нижегородская область). Работал телеграфистом в почтово-телеграфной конторе родного города. 
В августе 1919 года поступил на службу в Рабоче-Крестьянскую Красную Армию. Участвовал в Гражданской войне. Учился в Казанском военно-инженерном техникуме, но не окончил его, так как в составе курсантской бригады был отправлен на фронт. Участвовал в боях под Астраханью и в установлении Советской власти в Закавказье, боях против турецких войск. В 1921 году окончил военно-инженерные курсы в Тифлисе.
После окончания войны продолжал службу в Гражданской войне. В 1926 году окончил курсы усовершенствования командного состава при Ленинградской школе механической тяги, после чего служил на командных должностях в различных войсковых частях. В 1930-е годы служил в различных прожекторных частях противовоздушной обороны, пройдя путь до командира 3-го территориального прожекторного полка Закавказского военного округа. В этой должности встретил начало Великой Отечественной войны.
На начальном этапе войны Кокурин продолжал командовать полком, обеспечивавшим прожекторное освещение подступов к Баку. В январе 1943 года он был переведён в Москву, где занял пост заместителя начальника Управления прожекторов Московского фронта ПВО. В июне 1943 года принял командование над 4-й зенитно-прожекторной дивизией Особой Московской армии ПВО. Вверенное ему соединение вплоть до октября 1944 года обеспечивало прожекторную подсветку неба Москвы. В дальнейшем дивизия была передислоцирована в освобождённую Ригу, и вплоть до конца войны обеспечивали её световую оборону.
После окончания войны продолжал службу в Советской Армии. Командовал прожекторным полком, затем был начальником прожекторов 5-го корпуса ПВО. С апреля 1949 года был инспектором отдела ПВО и ПХО Управления технической подготовки и ПВО ЦК ДОСАРМ. 
В августе 1953 года в звании полковника был уволен в запас. 
Дальнейшая судьба не установлена.

## Награды
- Орден Ленина (21 февраля 1945 года);
- 2 ордена Красного Знамени (3 ноября 1944 года, 15 ноября 1950 года);
- Медали.